# Mihalkovics Géza
Mihalkovics Géza (Pest, 1844. január 30. – Budapest, 1899. július 12.) orvos, anatómus, egyetemi tanár; a Magyar Tudományos Akadémia tagja.

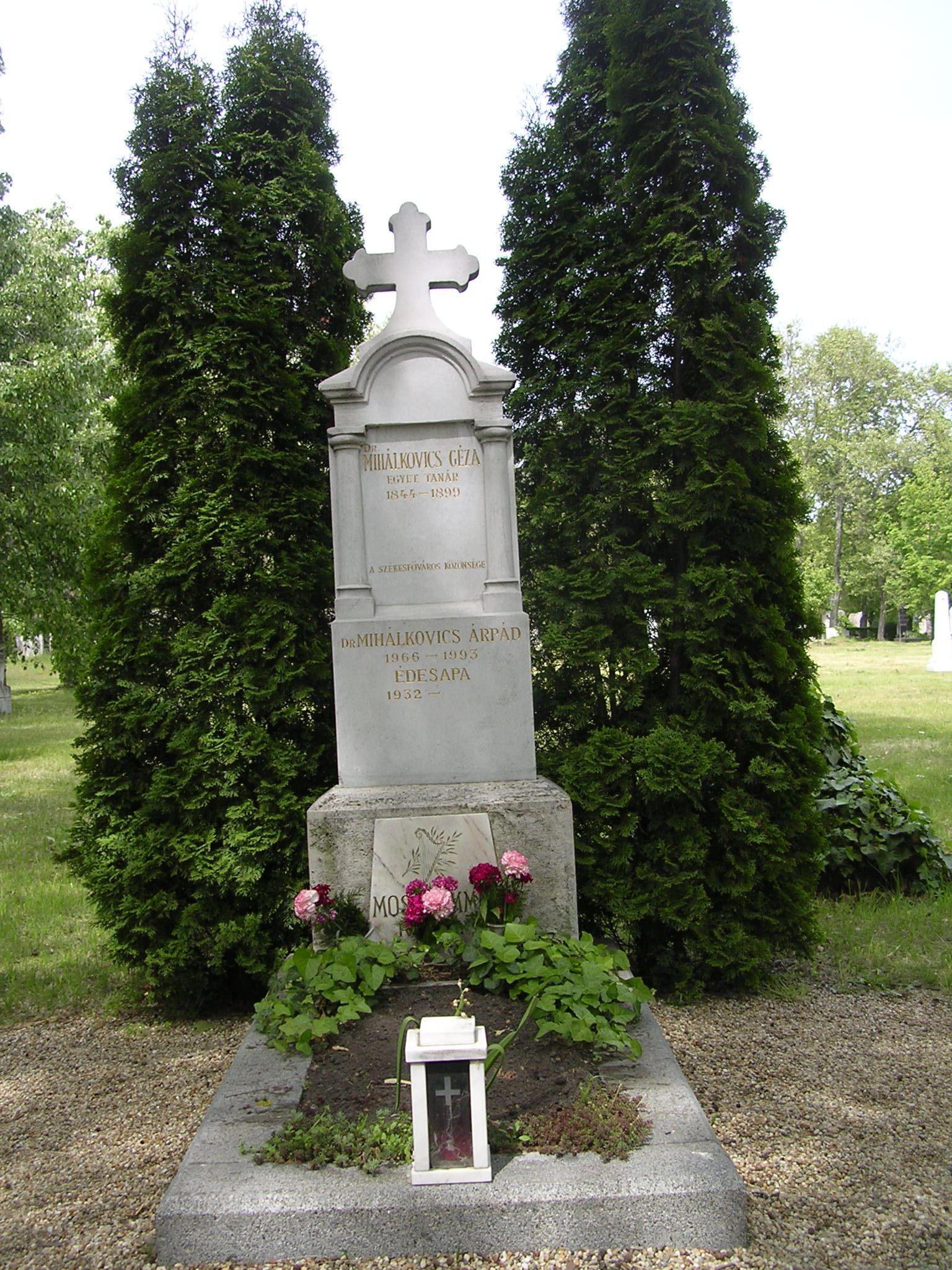
Sírja a Fiumei úti sírkertben 2005-ben (28/díszsor-5)

## Pályája
Gimnáziumi tanulmányai után a pesti egyetemen az orvosi szakra iratkozott be. Orvostanhallgató korában bonctani munkáival kétszer nyert pályadíjat. 1869-ben avatták orvosdoktorrá. 1871-ig Lenhossék József mellett tanársegéd volt. 1871-ben a Schordann-féle ösztöndíjjal külföldre utazott. Bécsben fél évig embriológiai, összehasonlító szövettani és bonctani tanulmányokat folytatott, majd fél évet Carl Ludwig (1816–1895) lipcsei intézeténél töltött. 1873-ban Heinrich Wilhelm Waldeyer anatómus tanárhoz Strasbourgba utazott, ahol tanársegéd és megántanár is volt. 1875-ben a budapesti egyetemen a fejlődéstan rendkívüli, 1878-ban a tájanatómia és a fejlődéstan rendes tanára, valamint a II. számú bonctani intézet igazgatója lett, 1890 és 1899 között az I. anatómiai tanszék rendes tanára volt. 1894-ben az egyetem képviseletében részt vett a hallei egyetem 200 éves jubileumán, utána meglátogatta Hollandia és Belgium bonctani intézeteit, a következő évben pedig Svájc, Párizs és London hasonló intézeteivel ismerkedett. 1888 és 1892 között az orvosi kar prodékánja, majd 1894-ig dékánja, 1898–1899-ben az egyetem rektora volt. A Magyar Tudományos Akadémia 1879. május 22-én levelező, 1884. június 5-én pedig rendes tagjai sorába választotta. Budapesti temetésén a Berlinből érkezett Heinrich Wilhelm Waldeyer is beszédet mondott. Az akadémián 1900. május 28-án Thanhoffer Lajos tartott fölötte emlékbeszédet.
Számos szakpublikációja jelent meg többek között az Orvosi Hetilapban és német nyelvű szaklapokban. Állandó munkatársa volt a Magyar Orvosi Archívumnak és az Internationael Monatschriftnek, A Pallas nagy lexikonába is írt cikkeket.

## Munkái
- Sebészi köttan (Pest, 1868)
- Adatok a madárszem fésűjének (pecten), szerkezetéhez és fejlődéséhez (Budapest, 1873)
- Az agy fejlődése (Budapest, 1877, az MTA nagyjutalmával 1881-ben kitüntetett munka)
- Általános bonctan (Budapest, 1881)
- Vizsgálatok a gerinces állatok kiválasztó és ivarszerveinek fejlődéséről (Budapest, 1885)
- A leíró emberbonctan és tájbonctan tankönyve (Budapest, 1888)
- A központi idegrendszer és érzékszervek morphológiája (Budapest, 1892)
- Anatomie und Entwickelungsgeschichte der Nase und ihrer Nebenhöhle (Handbuch der Laryngologie und Rhinologie, 1894)
- Az ember anatómiája és szövettana (Budapest, 1898)
- A mozgásszervek anatómiája (Budapest, 1898)
- Az ember és a gerinces állatok fejlődéstana. I. Általános fejlődéstan (Budapest, 1899)
- Általános fejlődéstan (Budapest, 1899).